# Aiguamolls de Rufea
Els aiguamolls de Rufea són uns aiguamolls artificials creats al marge dret del riu Segre, a la partida de Rufea, al terme municipal de Lleida, El Segrià. Es tracta d'unes basses restaurades per la Paeria en una zona degradada per una antiga activitat extractiva. Ocupen una superfície de 26,93 hectàrees en una zona qualificada urbanísticament com a àrea d'intervenció ambiental en el Pla General.
L'extracció de sorra i graveta que fins als anys 1980 es van fer a la zona van crear diverses basses, ja que el nivell freàtic és molt proper a la superfície. Quan l'explotació va cessar van ser parcialment reblertes amb runa i deixalles. El 2007, una restauració ecològica va permetre recuperar l'espai degradat. Amb els anys, la naturalització de l'espai va fer-lo molt interessant per a la fauna, tant d'amfibis com d'invertebrats i aus aquàtiques. Els aiguamolls són d'un elevat interès per a l'educació ambiental, i s'hi realitzen campanyes de voluntariat.
Les basses de marges irregulars i coberta en gran part per canyissars i bogars (de Typha angustifolia), situada a la part central i nord, on es desenvolupava l'extracció d'àrids. A la zona s'han realitzat diverses plantacions d'arbres, per revegetar l'espai, i s'han instal·lat plafons informatius i un aguait (vora la bassa de l'oest).
Apareixen, formant un bosc de ribera incipient, tamarius (Tamarix canariensis), xops (Populus nigra), salzes (Salix alba), àlbers (Populus alba) i oms (Ulmus minor). La bassa artificial occidental presenta una població de macròfits (Miriophyllum spicatum) i nombroses algues caròfites.
Segons la cartografia dels hàbitats de Catalunya, a la zona apareixen els següents hàbitats d'interès comunitari, característics de zones humides: riu mediterrani permanent, boscos de ribera, vores llotoses, herbassers higròfils, vegetació submersa o flotant.
Pel que fa a la fauna, s'hi ha detectat nidificació de fotja (Fulica atra), balquer (Acrocephalus arundinaceus), cames llargues (Himantopus himantopus) i agró roig (Ardea purpurea). La zona també és d'interès per a un gran nombre d'ocells, durant l'època de migració, i és freqüentada per l'arpella (Circus aeruginosus).